# Lučina (Nemanice)
Lučina (německy Grafenried) je zaniklá obec na území obce Nemanice v okrese Domažlice. Ležela při státní hranici s Německem západně od Nemanic a zanikla v padesátých a šedesátých letech 20. století v důsledku vytvoření hraničního pásma. Zbylo po ní jen několik zřícenin.
Pod Lučinu patřily i dnes zaniklé osady Lískovec, Pila a Úpor.

## Historie
Lučina byla původně bavorskou vesnicí. První zmínky o ní pochází z roku 1282 v urbáři pro Dolní Bavory. K českému království byla Lučina připojena mezi roky 1707–1708, definitivní hraniční smlouva o úpravě česko-bavorské hranice byla podepsána teprve v roce 1764. Do roku 1766 probíhalo vyznačení hranice v terénu.
Severní část vesnice byla připojena k Čechám a dostala jméno Obergrafenried. Jižní část zůstala v Bavorsku jako Untergrafenried (dnes část města Waldmünchenu). Reforma církevní správy následovala 44 let později. V roce 1808 přešla Lučina ze správy řezenské diecéze pod diecézi českobudějovickou.
Již v 18. století stávala v obci kaple, ke které nechal roku 1753 majitel statku přistavět kostelní loď, z původní kaple se stal presbytář. V roce 1775 byla k lodi přistavěna také věž s barokní bání, v roce 1786 byl založen místní hřbitov, v roce 1787 nechala poblíž baronka Anna Katharina von Müller postavit faru, s přízemní částí pro církevní účely a patrem pro své vlastní potřeby po odchodu do důchodu. Zemřela však dříve, než odešla do důchodu.
Význam nevelké obce zvyšoval poměrně využívaný hraniční přechod a farní kostel svatého Jiří. Po druhé světové válce byla drtivá většina obyvatel násilně vysídlena, následné dosídlení bylo pouze částečné. Obec dostala roku 1948 nové jméno Lučina. Počátkem padesátých let dvacátého století muselo obyvatelstvo v důsledku vytvoření přísně střeženého hraničního pásma odejít. Mezi lety 1951 a 1964 zde byla dislokována 9. rota Pohraniční stráže. Těžká vojenská technika dorazila do Lučiny v únoru 1956 a následovalo zboření domů. Zachovány byly pouze objekty využívané pohraničníky a ponechán byl vyrabovaný kostel a poničený hřbitov. Věže kostela byly strženy mezi roky 1970 až 1975.
V roce 2000 byl založen spolek pro obnovu základů kostela a v letech 2001–2002 byl realizován projekt nazvaný „Znovuzrození kostela sv. Jiří v Lučině – Grafenriedu“. Projekt byl financován z dispozičního fondu euroregionu „Cíl 3“. Investorem byla obec Nemanice, na jejímž území se kostel nachází. Projekt podpořili i starostové Klenčí pod Čerchovem a bavorského Waldmünchenu. Zříceniny kostela byly odhaleny a stavebně zajištěny v roce 2011. Projekt pokračoval obnovou pozůstatků dalších budov a vytvoření naučné stezky, na kterém spolupracovali  potomci místních rodáků s českými historiky. V roce 2014 byla vyvezena suť z bývalé Wiererovy hospody, která po roce 1945 sloužila jako rota Pohraniční stráže. V roce 2016 se započalo s odkrýváním a úpravou hřbitova. Zříceniny pivovaru byly odkryty v letech 2013–2016.
Následovaly další objekty, zejména bývalý zámeček, ve kterém byla později škola. Ve sklepení byl objeven pozdně gotický portál. Obnoveny byly původní cesty a prostor zaniklé vsi obohatily četné informační tabule a přístřešky s expozicemi a interaktivními panely.

## Obyvatelstvo
Po roce 1913 bylo v Lučině 38 domů a v nich žilo skoro 300 obyvatel, byly tu 4 obchody, pivovar, tři hostince, cihelna i škola, která byla upravena v roce 1876 ze starého zámečku. Při sčítání lidu v roce 1921 zde žilo 285 obyvatel, z toho 12 Čechoslováků, 273 obyvatel německé národnosti. K římskokatolické církvi se hlásilo 278 obyvatel, sedm bylo bez vyznání.
Podle sčítání obyvatel v roce 1930 žilo v Lučině 244 obyvatel, z toho čtrnáct Čechů. Zaznamenaná tu byla následující řemesla: řezník, kovář, kolář, pekař, truhlář.
| Rok            | 1869 | 1880 | 1890 | 1900 | 1910 | 1921 | 1930 | 1950 | 1961 | 1970 | 1980 | 1991 | 2001 | 2011 |
| -------------- | ---- | ---- | ---- | ---- | ---- | ---- | ---- | ---- | ---- | ---- | ---- | ---- | ---- | ---- |
| Počet obyvatel | 308  | 358  | 337  | 289  | 289  | 285  | 247  | –    | –    | –    | –    | –    | –    | 1    |
| Počet domů     | 34   | 36   | 36   | 37   | 38   | 39   | 41   | 30   | –    | –    | –    | –    | –    | –    |

## Pamětihodnosti
- Kostel svatého Jiří – zaniklý, dříve farní kostel s nově obnovenými základy

- Památné stromy Grafenriedské lípy

## Galerie

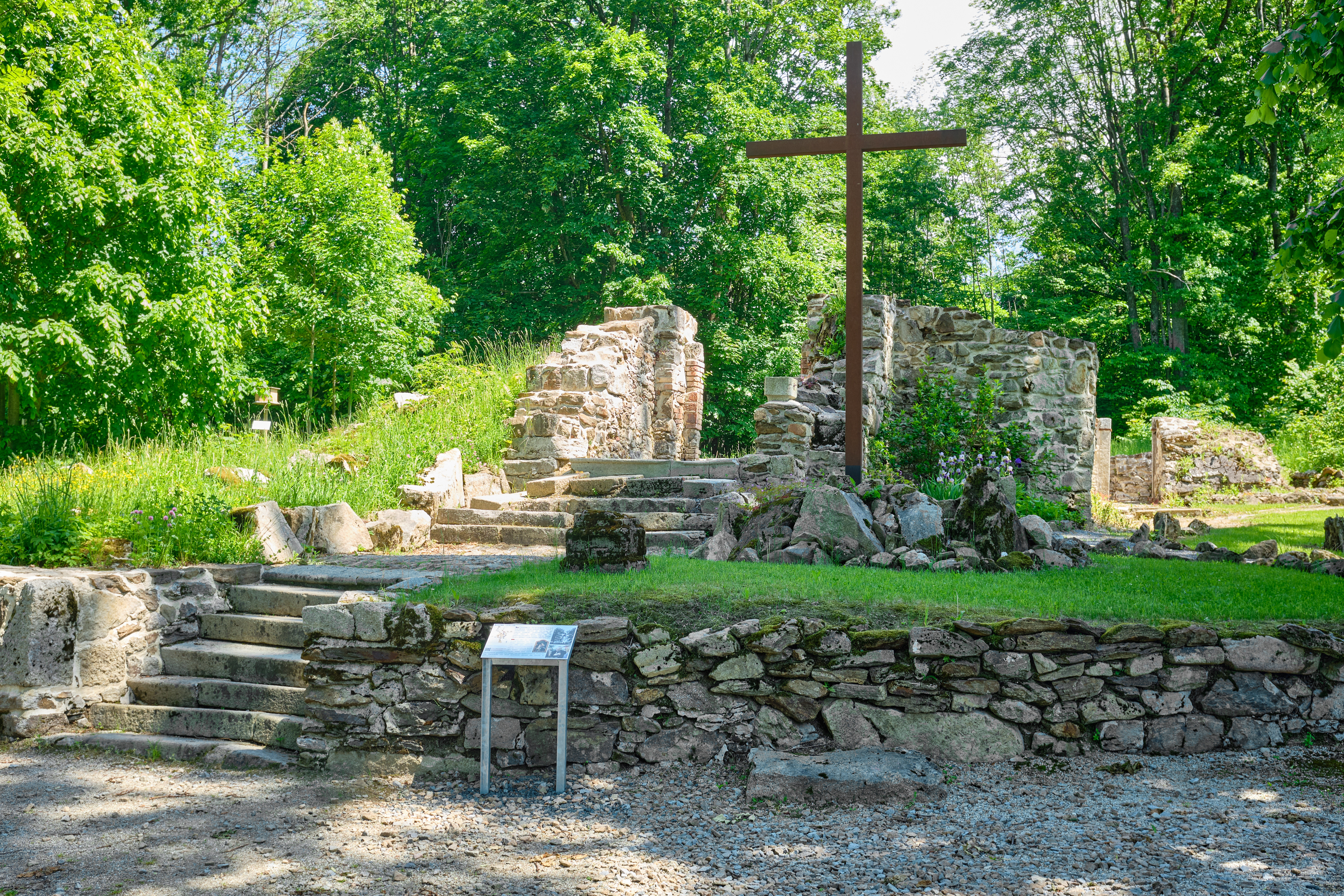
Kostel
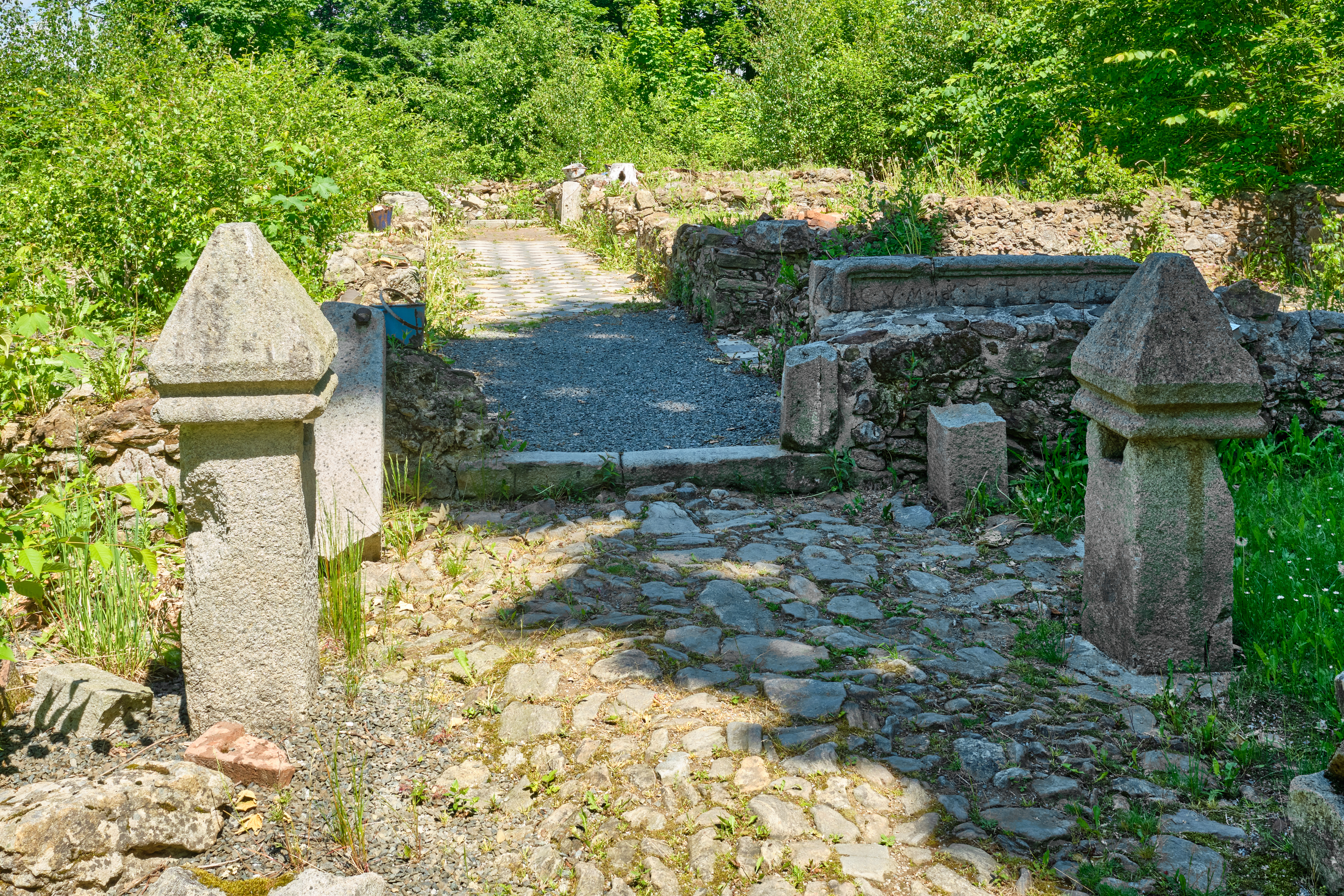
Fara
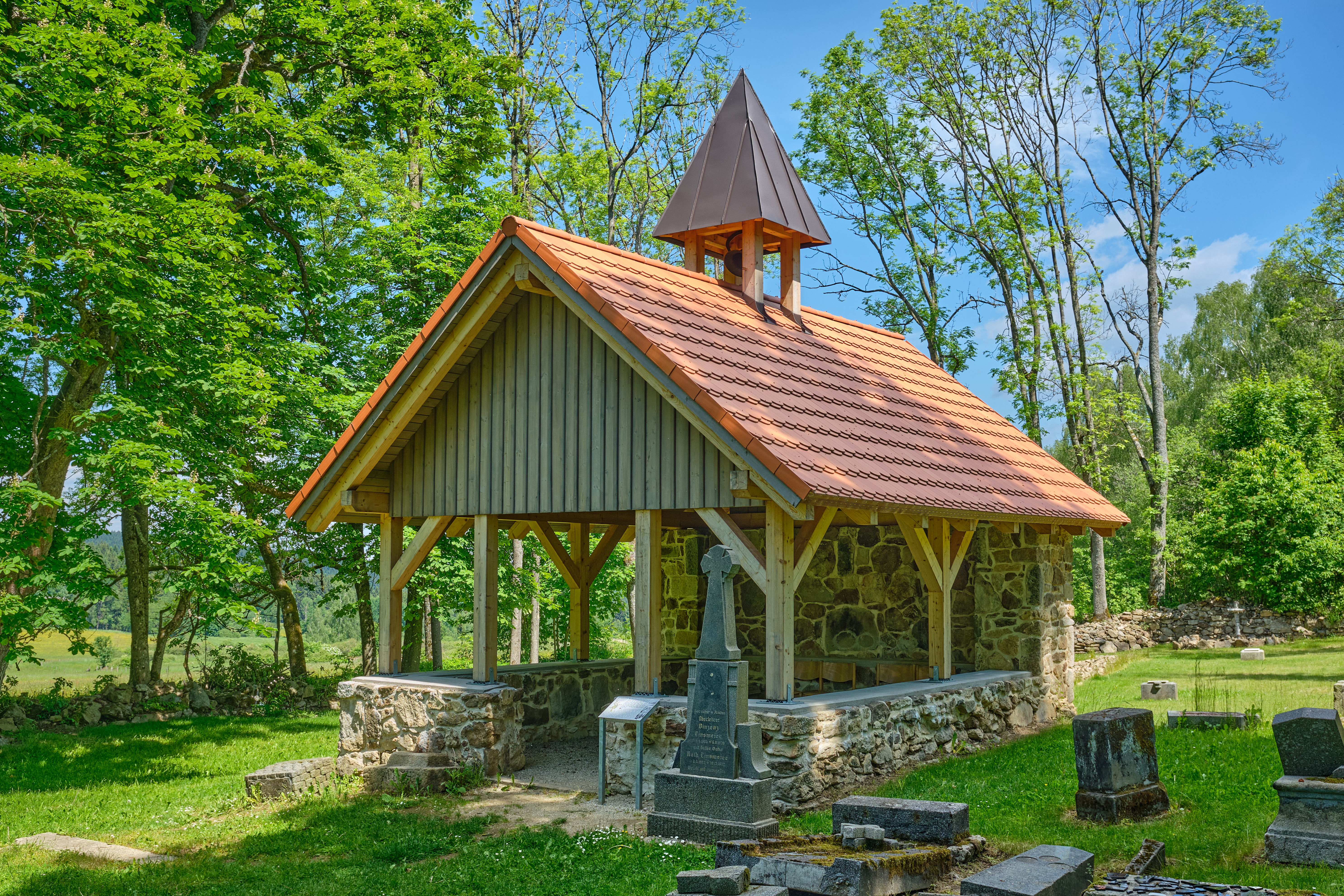
Hřbitovní kaple
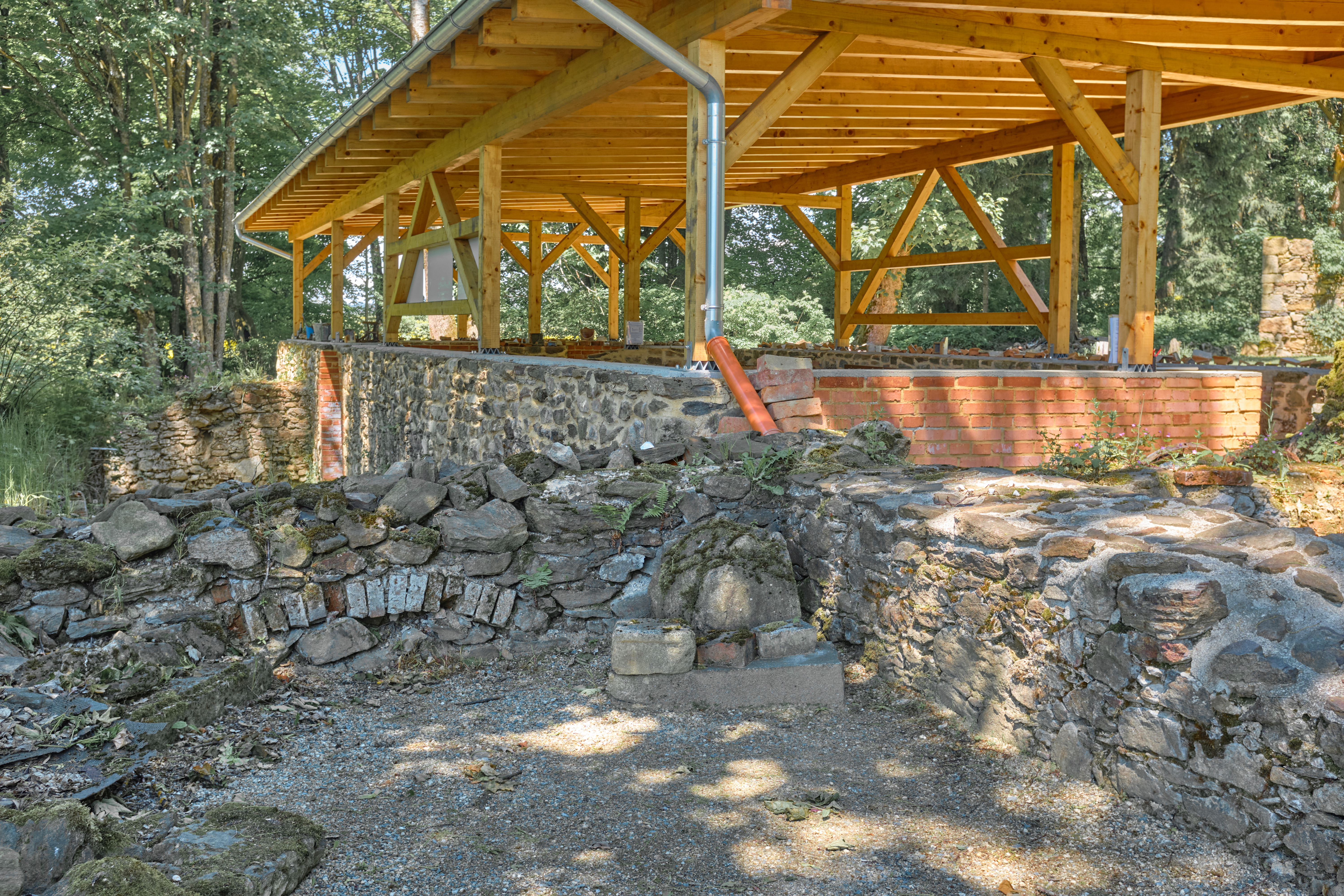
Hostinec
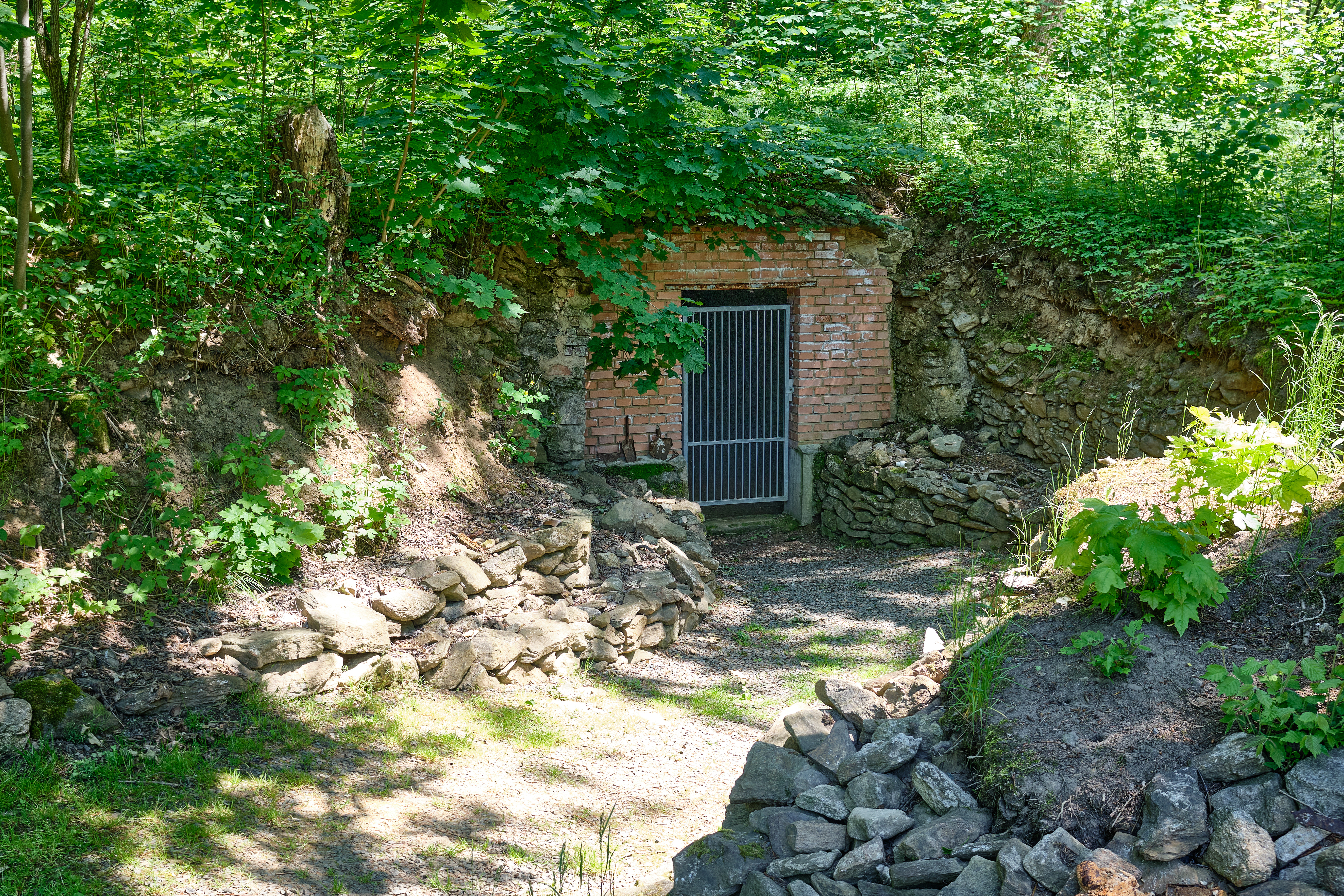
Pivovarnický sklep
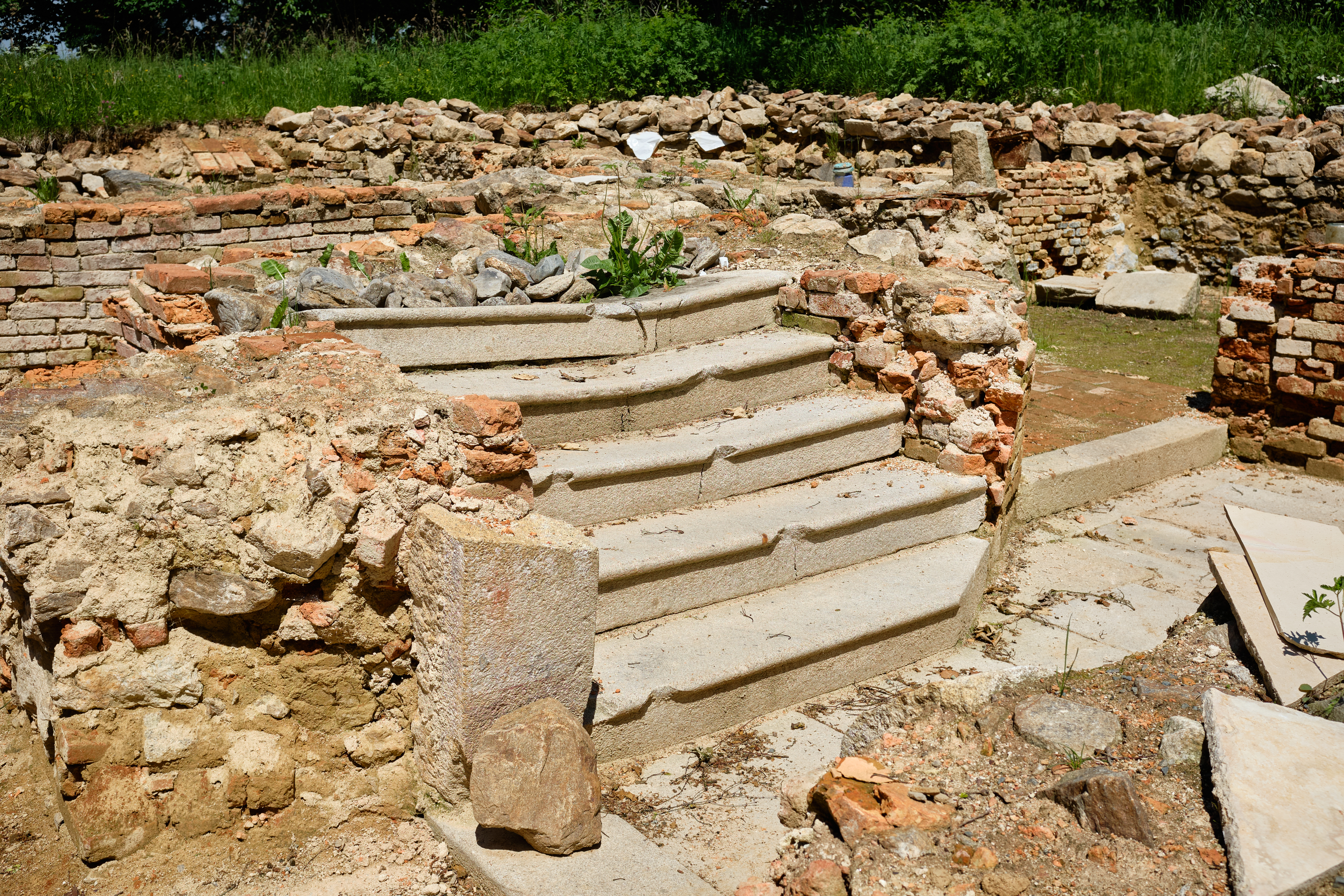
Škola
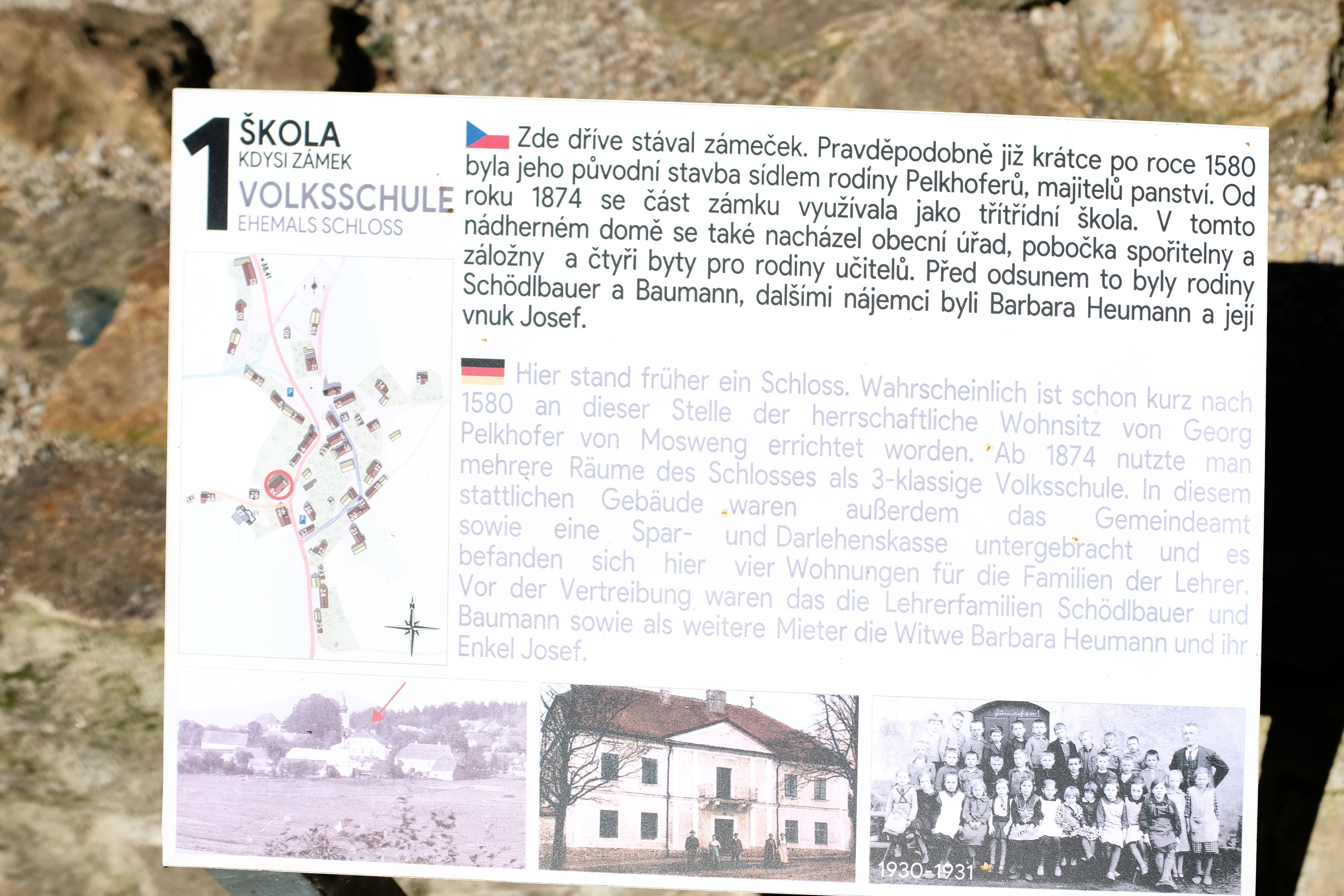
Infopanel u zámečku
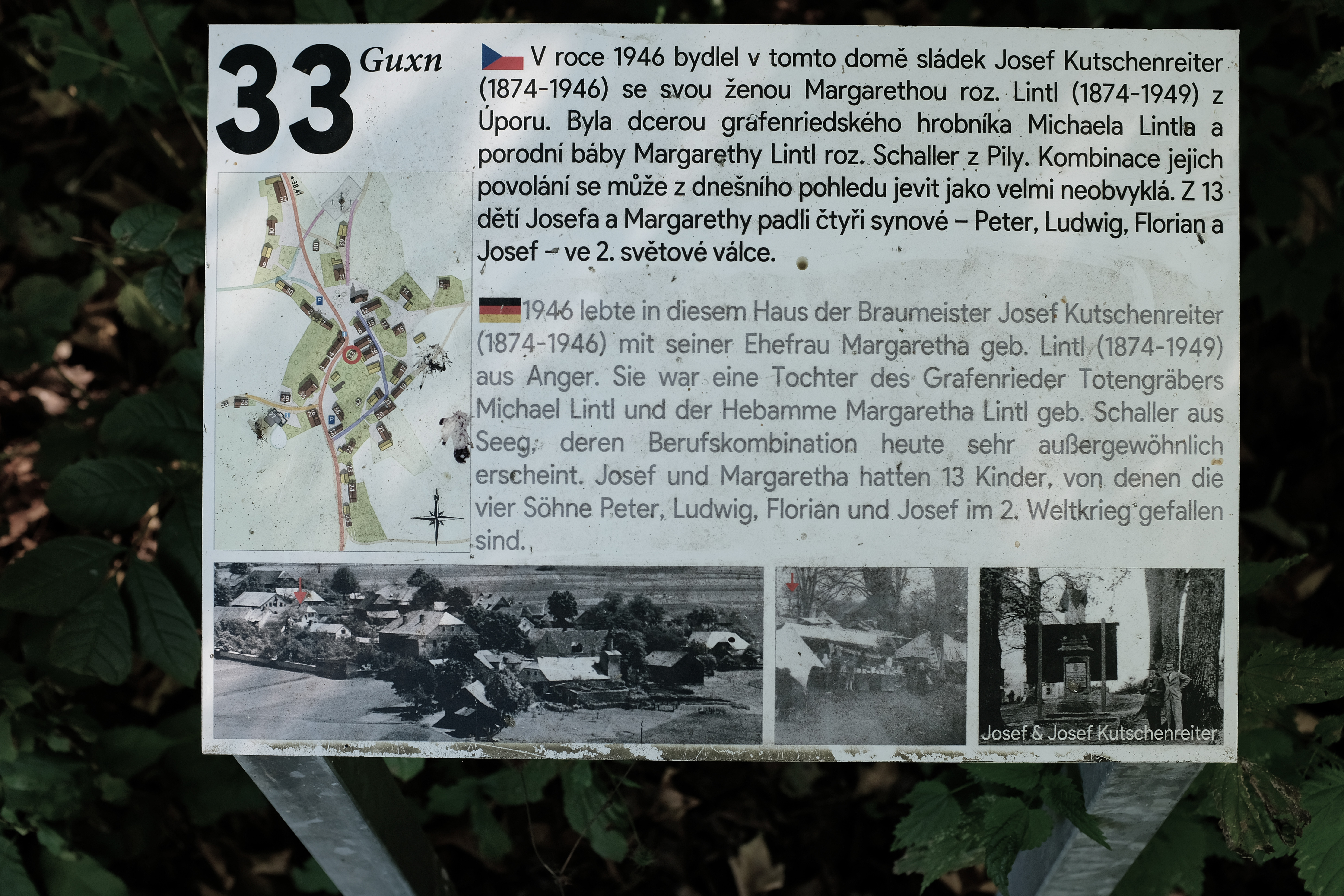
Infopanel u čp. 33